# Möllenhagen
Möllenhagen est une commune d'Allemagne située dans l'arrondissement du Plateau des lacs mecklembourgeois, dans le Land de Mecklembourg-Poméranie-Occidentale.

## Quartiers
- Bauernberg
- Freidorf
- Hoppenbarg
- Kraase
- Lehsten
- Rethwisch
- Rockow
- Varchow
- Wendorf